# Ksenofon Dilo
Ksenofon Dilo, född den 15 januari 1932 i Gjirokastra i Albanien, är en albansk målare. Studerade på 1950-talet vid Akademin för de sköna konsterna i Prag i Tjeckien. Han är även känd som manusförfattare för film. Han har varit direktör för Nationalgalleriet i Tirana.